# Grădină

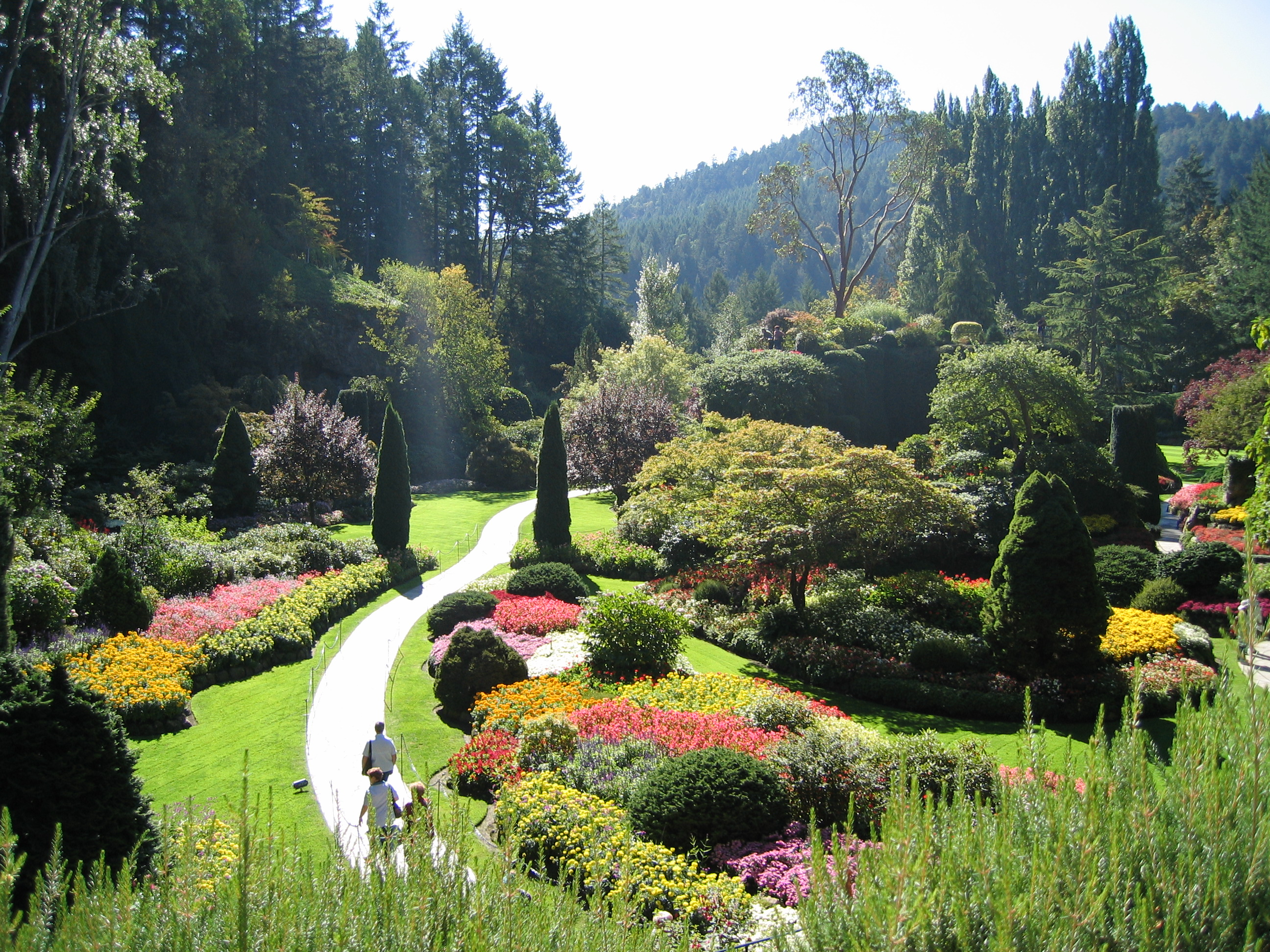
Grădină Butchart, în Insula Vancouver, Canada.

Grădina este un spațiu deschis, de obicei amenajat în aer liber, creat pentru a fi cultivat cu plante (în general) și al cărui scop este mai ales estetic și recreativ.  Grădina poate încorpora atât elemente naturale, roci, pietre, plante sau alte forme naturale, cât și elemente artificiale (create de om).

## Tipuri de grădini

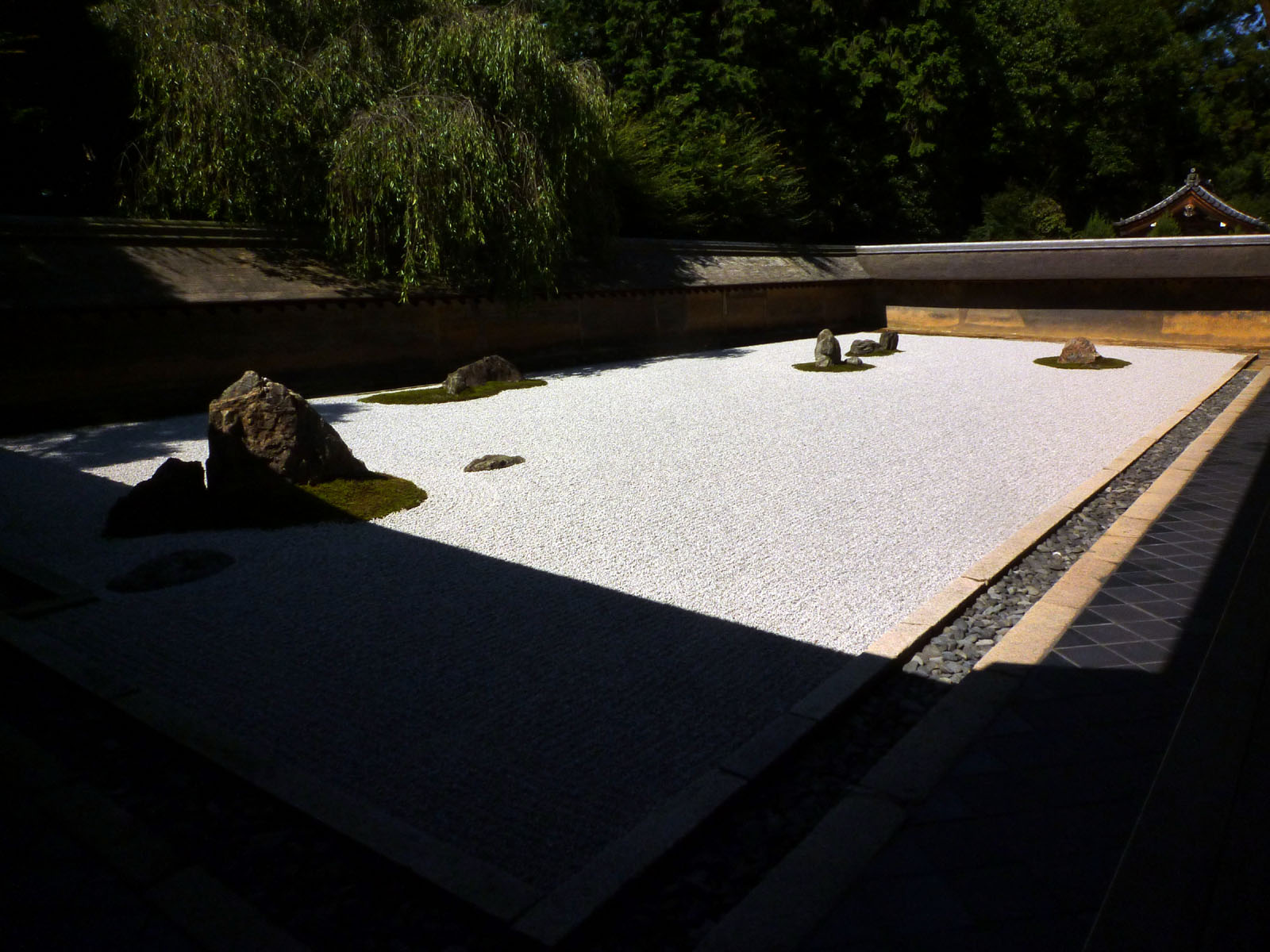
Grădină Ryo-an-ji, o grădină japoneză de roci.

Cea mai cunoscută formă de grădină este grădina rezidențială. Aceasta poate fi amenajată în principal pentru două scopuri, ornamental sau productiv, în așa numita grădină de legume. Grădina de legume se deosebește de fermă prin dimensiuni și prin faptul că, de obicei, aceasta este cultivată mai mult pentru consum propriu sau ca activitate recreativă.
Grădina mai poate fi și un spațiu amenajat, populat cu animale din diverse specii care simulează habitatul natural al acestora, fiind cunoscută și sub denumirea de grădină zoologică.
Un alt tip de grădină este grădina botanică, grădină ce are în principal un scop științific, de cercetare.